# Anisaedus levii
Anisaedus levii es una especie de araña del género Anisaedus, familia Palpimanidae. Fue descrita por Arthur M. Chickering en 1966. Se encuentra en África.